# Nakatsu
Nakatsu (japanisch 中津市, -shi) ist eine Stadt in der Präfektur Ōita in Japan.

## Geographie
Nakatsu liegt südöstlich von Kitakyūshū und nordwestlich der Stadt Ōita in unmittelbarer Nähe zur Präfektur Fukuoka.

## Geschichte
Die Geschichte von Nakatsu beginnt mit einer von dem Feldherren Kuroda Josui (auch Yoshitaka oder Kambei) 1587 an der Mündung des Yamakuni-Flusses gegründeten Burg als Zentrum eines 16 Distrikte umfassenden Lehens, das Kuroda von dem „Reichseiniger“ Toyotomi Hideyoshi erhalten hatte. Um die Burg herum entstand eine rasch wachsende Siedlung. Vorübergehend lebte in dieser Region eine starke christliche Bevölkerungsgruppe, so dass „Nacatçu“ auf einer 1617 von Christopher Blancus herausgegebenen Japankarte verzeichnet ist.
Nach der Familie Kuroda wurde das in der Provinz Buzen liegende Lehen ab 1600 von der Familie Hosokawa verwaltet, auf die 1632 eine Nebenlinie der Familie Ogasawara folgte. Von 1717 bis zur Meiji-Restauration im Jahre 1868 stand es unter der Herrschaft der Okudaira.
Neben der Landwirtschaft und der Fischerei gab es einen regen Handel. Zu diesem Zwecke unterhielt das Lehen neben der unumgänglichen Zweitresidenz in Edo eine kleine Handelsniederlassung (kurayashiki) in Osaka. Verkehrsmäßig spielte in der Hafen als einer der Knotenpunkte der Seto-Inlandsee eine wichtige Rolle.
Nach 1871 bildete Nakatsu für wenige Monate eine Präfektur, wurde dann der angrenzenden Präfektur Kokura zugeschlagen. Als diese 1876 an die Präfektur Fukuoka überging, schlug man den größten Teil von Nakatsu der Präfektur Ōita zu. Am 20. April 1929 entstand die heutige Stadt durch Zusammenlegung der Burgsiedlung Nakatsu mit umliegenden Dörfern. Während der fünfziger Jahre und zuletzt im Jahre 2005 kamen weitere Dörfer hinzu. 2018 lebten hier 83 024 Menschen. Bei einer Gesamtfläche von 491,53 km² entspricht das einer Dichte von 169 Personen pro km². Neben einer Fabrik der Daihatsu Motor Kyushu Company gibt es im Einzugsbereich der Stadt einige kleinere und mittlere Betriebe. Mehrere, einst auch für das Umland bedeutsame Einkaufsviertel befinden sich im Niedergang.
Der für sein Geschichtswerk bekannte schottische Journalist und Gelehrte James Murdoch (1856–1921) lebte hier vorübergehend als Englischlehrer.

## Sehenswürdigkeiten

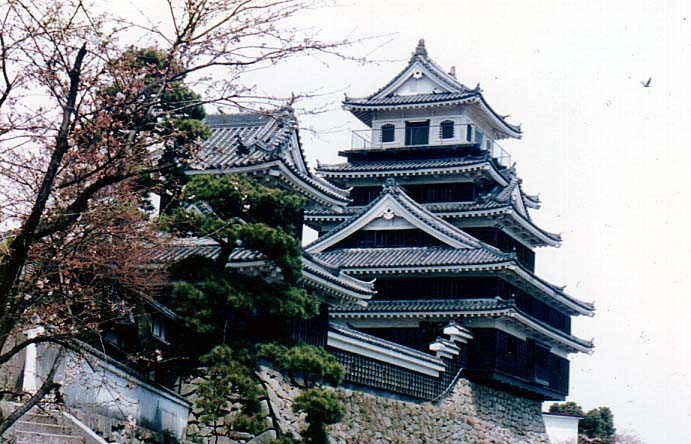
Burg Nakatsu

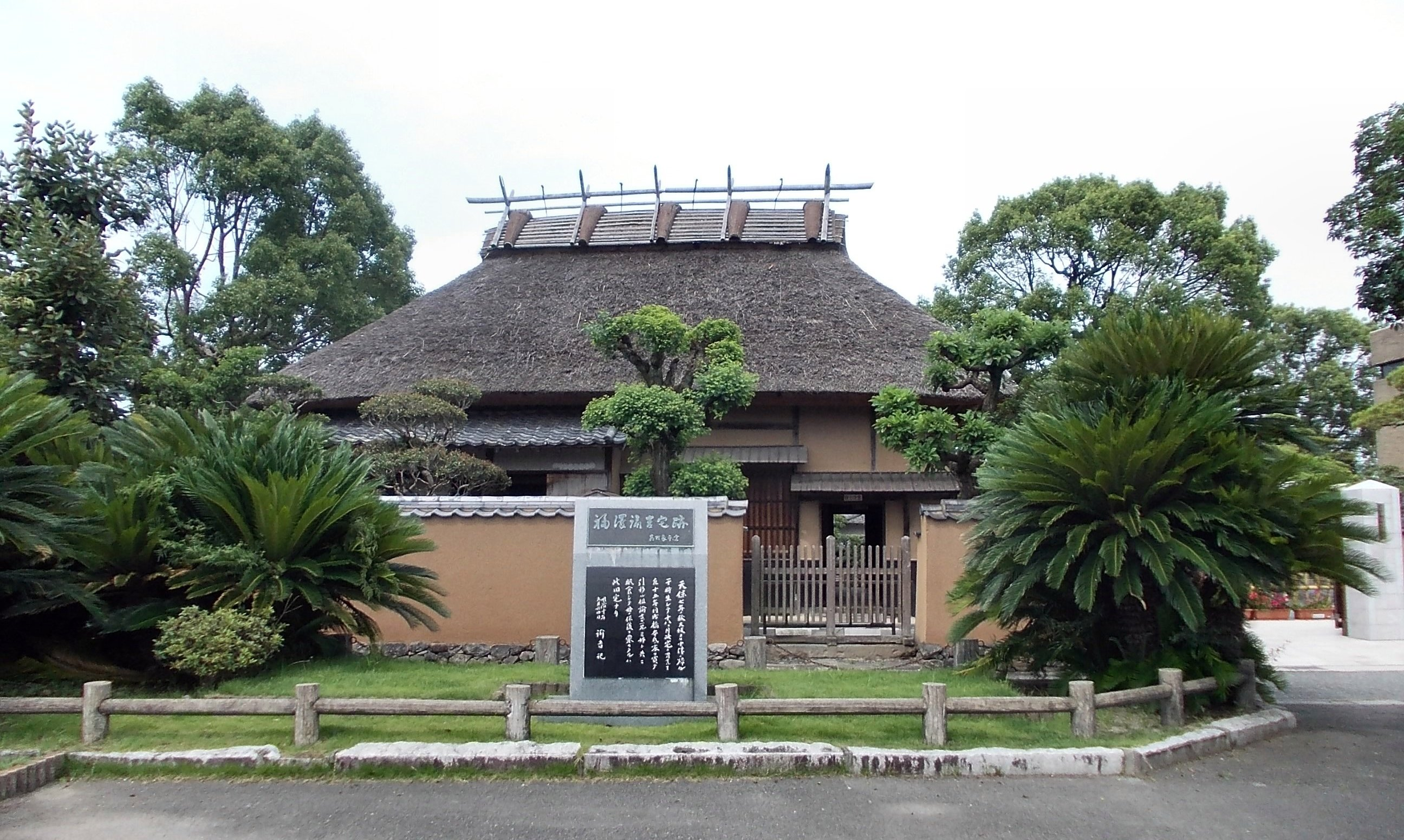
Wohnhaus der Samurai-Familie Fukuzawa

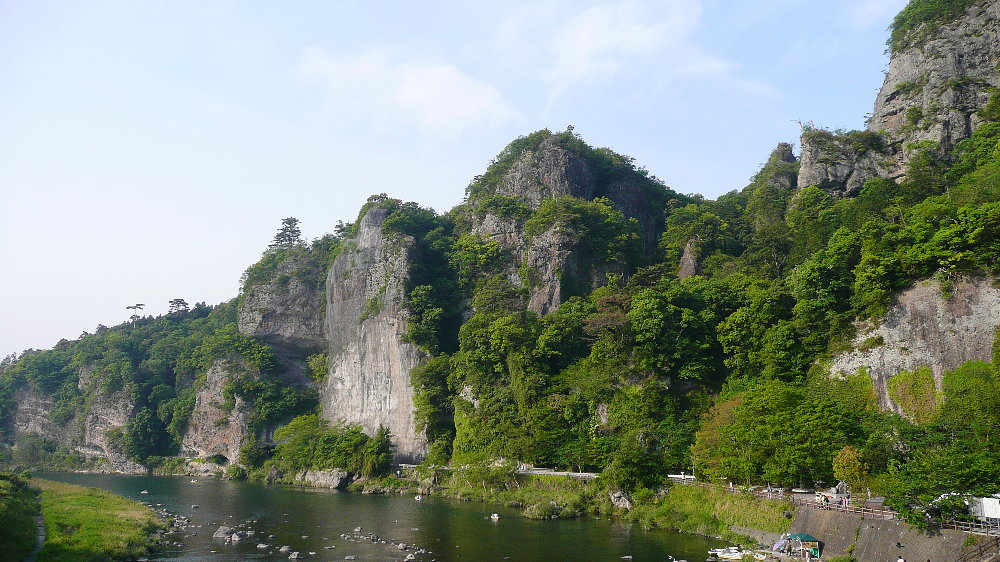
Kyōshūhō, Yabakei

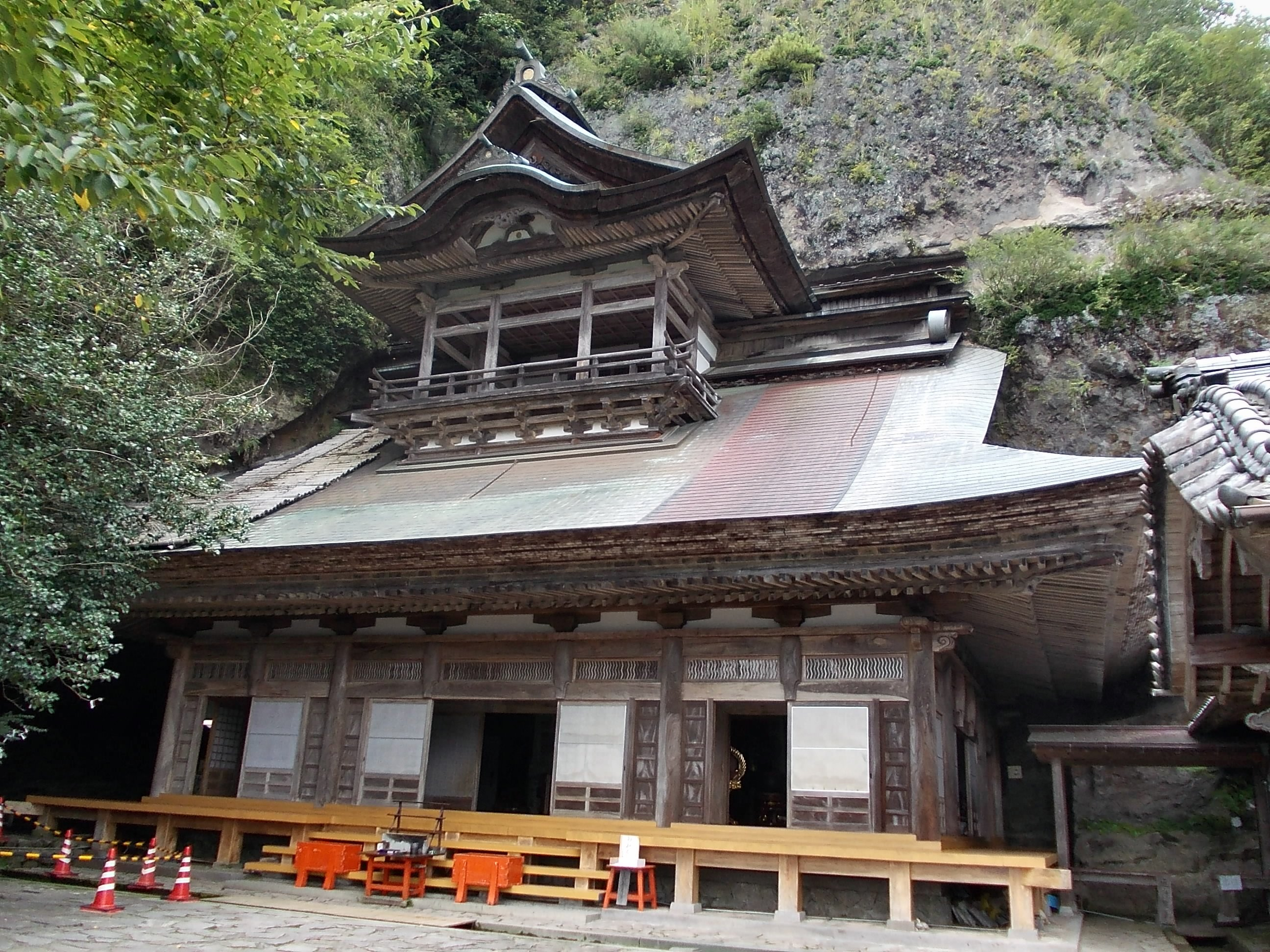
Haupthalle des Rakan-Tempels (Sōtō-Buddhismus)

- Die Burg Nakatsu (中津城) war bis vor kurzem im Besitz des ehemaligen Fürstenhauses Okudaira die über das Lehen Nakatsu herrschten. Heute ist sie ein von privater Hand betriebenes Museum zur Geschichte des Lehens. Vom Turm aus hat man einen guten Blick über die Stadt.

In der Nähe findet sich das Haus der Familie Fukuzawa, die dem Haus Okudaira als Samurai diente. Aus dieser Familie stammte Fukuzawa Yukichi, einer der führenden Köpfe der Modernisierung Japans im 19. Jahrhundert und Begründer der renommierten Keiō-Universität. Dessen Verdienste werden in einem benachbarten Museum gewürdigt.
In den zu Museen umgestalteten ehemaligen Häusern der Arztfamilien Ōe und Murakami sind Objekte zur mehrhundertjährigen Geschichte der Familien und der Gesundheitsversorgung der Region ausgestellt. Das städtische Museum für Geschichte und Folklore wurde Anfang 2019 geschlossen. Seine Funktion übernimmt ein neu errichtetes Museum für Geschichte.
Das Stadtviertel Teramachi (wörtlich: Tempelstadt) bietet einen anregenden Gang durch eine von alten Tempeln gesäumten alten Straße, darunter einer, in dem u. a. eine Statue des Höllenfürsten Enma verehrt wird.
Die im Umland liegende Region um Yabakei wurde 1915 zu einer der „Neuen Drei schönsten Landschaften Japans“ gewählt. Hier findet man u. a. den halb in den Felsen gebauten Rakan-Tempel (Rakan-ji) mit Steinskulpturen　der Fünfhundert Arhat (arakan). Diese gelten als die ältesten erhaltenen Arhat-Skulpturen und wurden deshalb 2014 zum [Wichtiges Kulturgut Japans|Wichtigen Kulturgut Japans] erklärt.

## Verkehr
- Straße:
  - Nationalstraße 10: nach Kagoshima oder Kitakyūshū
  - Nationalstraßen 212, 213, 496, 500
- Eisenbahn:
  - JR Nippō-Hauptlinie: von Kokura nach Ōita; dazu eine wichtige Direktverbindung von Fukuoka

## Söhne und Töchter der Stadt
- Fukuzawa Yukichi (1835–1901), Gelehrter
- Obata Tokujirō (1842–1905), Gelehrter
- Umezu Yoshijirō (1882–1949), General
- Itozono Wasaburō (1911–2001), Maler
- Ono Fuyumi (* 1960), Schriftsteller
- Matsumuro Mai (* 1983), Popsänger, Komponist
- Masaya Matsumoto (* 1995), Fußballspieler

## Angrenzende Städte und Gemeinden
- Präfektur Ōita
  - Usa
  - Hita
  - Kusu
- Präfektur Fukuoka
  - Buzen
  - Kōge
  - Chikujō
  - Miyako
  - Soeda
  - Yoshitomi